# Côte picarde (géographie)
La Côte picarde est la partie du littoral français de la Manche, qui correspond à la portion maritime du département de la Somme, située entre la Côte d'Opale et la Côte d'Albâtre.

## Délimitation
Elle s'étend sur environ 35 km de la baie d'Authie (au niveau de Berck) au nord, jusqu'à l'estuaire de la Bresle (au niveau du Tréport) au sud.

## Géologie, reliefs et paysages
Elle est divisée en une côte sableuse de Berck à la pointe de Saint-Quentin-en-Tourmont, et une côte de dunes et falaises du Hourdel (commune de Cayeux-sur-Mer) à Mers-les-Bains.

## Stations balnéaires

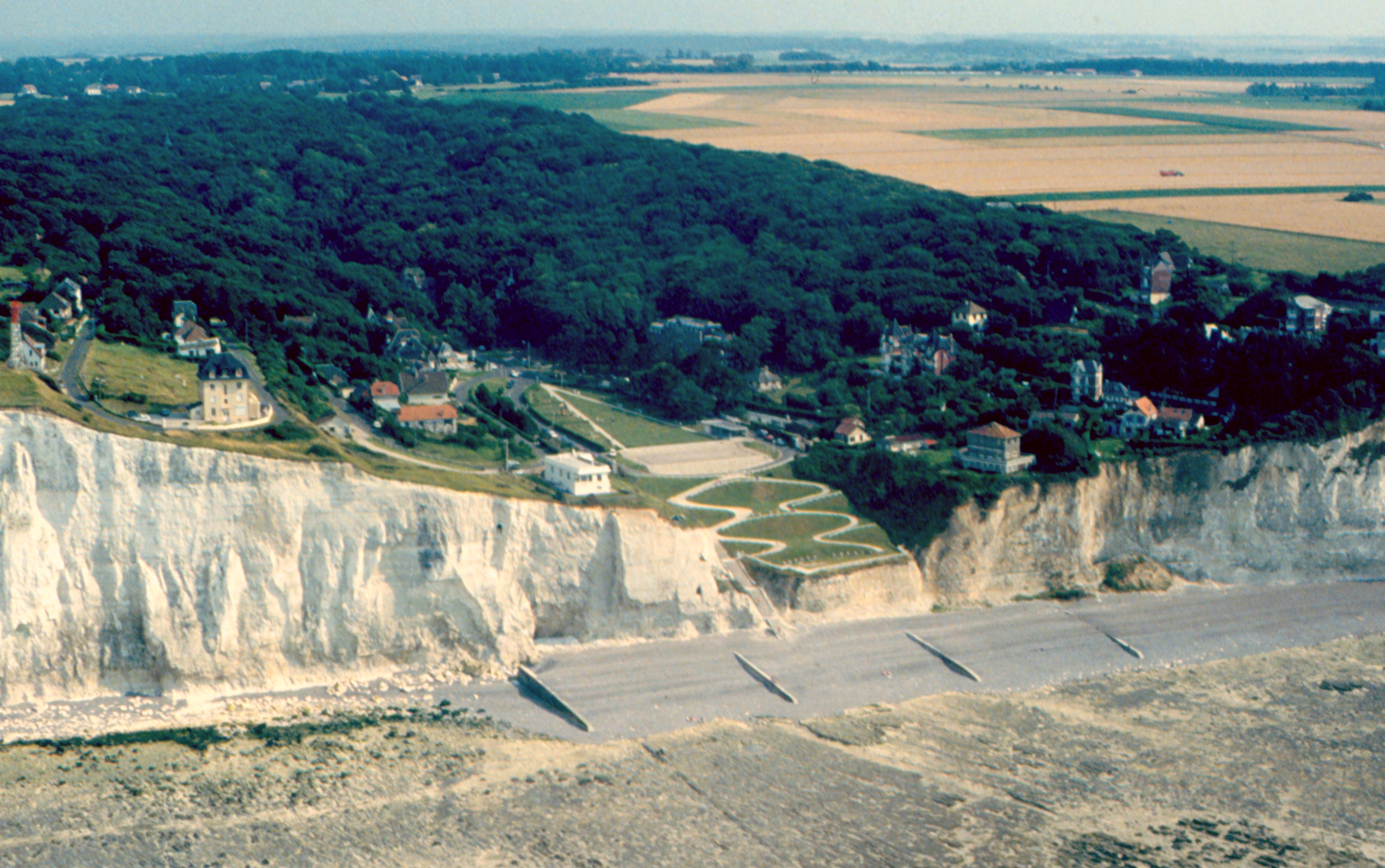
Le long de la côte d'Albâtre et de la côte picarde, se développe un cordon de galets de silex de 120 km de long.

Du nord au sud :
- Fort-Mahon-Plage
- Quend
- Le Crotoy
- Saint-Valery-sur-Somme
- Cayeux-sur-Mer
- Ault
- Mers-les-Bains